# هیروشی یاناکا
هیروشی یاناکا (انگلیسی: Hiroshi Yanaka; ۱۰ مارس ۱۹۵۸ – ) بازیگر، و صداپیشه اهل ژاپن بود.